# Serieåret 1971

## Händelser

### Januari
- 28 januari - Comics Code Authority i USA ändrar sina regler flera gånger under året. Först liberaliseras de den 28 januari, och tillåter "sympatisk skildring av kriminellt beteende . . . [och] korruption bland tjänstemän" ("så länge som det framställs som extraordinärt och den skyldige straffas")[1] samt tillåter vissa kriminella aktiviteter för att döda tjänstemän för brottsbekämpning och "förslag men inte porträtt av förförelse."[1] Dessutom tillåts "vampyrer, onda andar och varulvar . . . om det handlas i klassisk stil som  Frankenstein, Dracula, och liknande litterära figurer av Edgar Allan Poe, Saki, Conan Doyle och andra respekterarde författare vars verk läses i skolorna världen över." Zombies, som saknar saknar erforderlig "litterär" bakgrund, förblir tabu.

### Juli
- Juli - Comic Art Convention hålls i samband med veckoslutet runt USA:s självständighetsdag, där Will Eisner återvänder till serierna.[2][3]

### Okänt datum
- I Sverige startas serietidningen Snurre Sprätt.[4]
- Som Benny Guldfot debuterar Billy's Boot i svenska Buster.[5]
- Serietidningen "X9" i Sverige byter namn till "Agent X9".[6]
- Diligensen blir första Lucky Luke-albumet som utges i Sverige.[7]

## Pristagare
- Adamsonstatyetten: Hergé, Torsten Bjarre

## Utgivning
- Kalle Ankas Pocket 7: Farbror Joakim på stridshumör
- Kalle Ankas Pocket 8: Kalle Anka klarar allt
- Kalle Ankas Pocket 9: Pass på pengarna, Joakim!

### Album
- Apacheklyftan (Lucky Luke)[8]
- Bröderna Dalton maskerar sig (Lucky Luke)[8]
- Gudarnas hemvist (Asterix)[9]

### Serieantologi
- Comics 2 - den stora serieboken[10].

## Födda
- 30 oktober – Daniel Ahlgren, svensk självbiografisk serieskapare.
- 30 november – Nina Hemmingsson, svensk serieskapare.

## Avlidna
- 7 juli – Ub Iwerks, 70, en amerikansk animatör och serietecknare.

### Fotnoter
1. 1 2  Thompson, Don & Maggie, "Crack in the Code" i Newfangles #44 (februari 1971).
2. ↑  Eisner interview (excerpt), The Comics Journal #267 (1 maj 2005).
3. ↑  Transcript, Will Eisner's keynote address, Will Eisner Symposium: The 2002 University of Florida Conference on Comics and Graphic Novels
4. ↑  Seriesamlarna
5. ↑  Swecomics
6. ↑  Seriesamlarna
7. ↑  ”Lucky Lukes äventyr #[1 - Diligensen”]. Comics. http://www.comics.org/issue/744365/. Läst 19 mars 2012.
8. 1 2  ”Lucky Luke på svenska”. Arkiverad från originalet den 11 november 2014. https://web.archive.org/web/20141111004811/http://www.visit.se/~dampgrodan/album_kronolog.html. Läst 12 mars 2011.
9. ↑  ”Tintin”. Arkiverad från originalet den 13 februari 2011. https://web.archive.org/web/20110213010603/http://www.asterix.com/books/albums/. Läst 12 mars 2011.
10. ↑  ”Rogers Seriemagasin”. https://rogersmagasin.com/serietidningar-och-seriepublikationer/comics-den-stora-serieboken/comics-den-stora-serieboken-nr-2/. Läst 15 mars 2021.